# Stenotarsus atripes
Stenotarsus atripes es una especie de coleóptero de la familia Endomychidae.

## Distribución geográfica
Habita en Papúa Nueva Guinea.